# Hanna Blomstrand

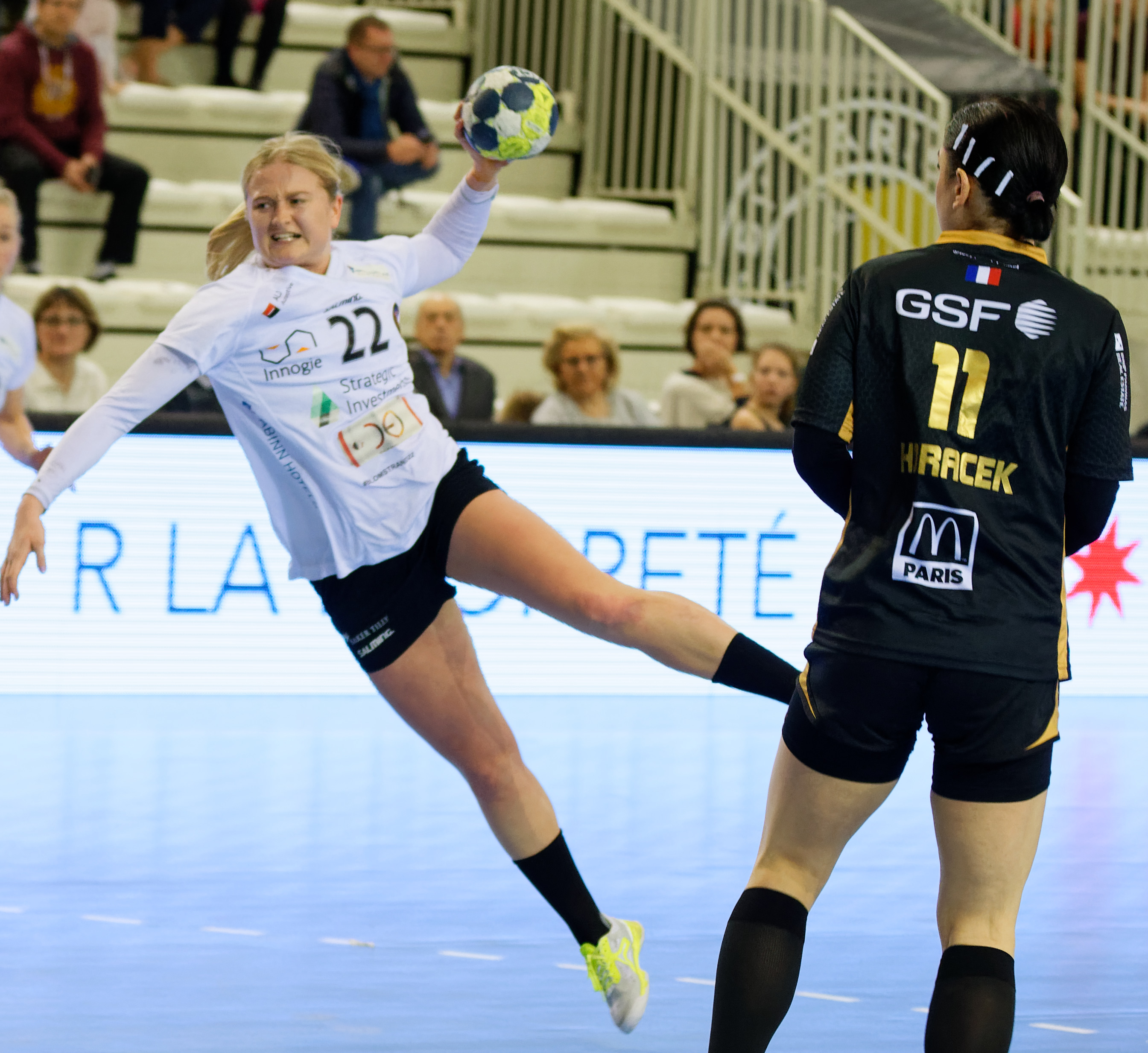
28 janvier 2018.

Hanna Blomstrand, née le 25 août 1996 à Falun, est une handballeuse internationale suédoise, qui évolue au poste d'arrière droite.

## Biographie
Hanna Blomstrand commence le handball dans le club suédois de H 65 Höör, avec qui elle remporte le championnat de Suède des équipes de jeunes. En 2012, à l'âge de 16 ans, elle rejoint Lugi HF, club de première division suédoise. Après cinq saisons dans le club, elle s'engage, pour la saison 2017-2018 avec le club danois de Copenhague Handball. Avec Copenhague, elle remporte le championnat du Danemark en 2018.
En équipe de jeunes, elle s'illustre avec la Suède en remportant le championnat d'Europe jeunes en 2013 et en décrochant une médaille de bronze au championnat d'Europe junior en 2015.
Avec l'équipe nationale, elle participe aux Jeux olympiques d'été de 2016 à Rio de Janeiro et termine notamment à la quatrième place du championnat du monde 2017.
Elle est contrainte de mettre un terme à sa carrière en 2022 à cause de blessures.

## Palmarès

### En club
compétitions nationales
- championne du Danemark en 2018 (avec Copenhague Handball)

### En sélection
Jeux olympiques
- 7e place aux Jeux olympiques d'été de 2016 de Rio de Janeiro

championnats du monde
- 4e place du championnat du monde 2017

championnats d'Europe
- 6e place du championnat d'Europe 2018
- 8e place du championnat d'Europe 2016

autres
- 6e place du championnat du monde junior en 2016[réf. nécessaire]
- troisième du championnat d'Europe junior en 2015[6]
- 9e place du championnat du monde jeunes en 2014[7]
- vainqueur du championnat d'Europe jeunes en 2013[5]